# 三妻村
三妻村（みつまむら）は、茨城県の西部、豊田郡・結城郡に属していた村。現在の常総市の北東部にあたる。

## 地理
- 河川 ： 鬼怒川、小貝川

## 歴史

### 村名の由来
旧村名の三坂、中妻からの合成地名。

### 沿革
- 1889年（明治22年）4月1日 - 町村制施行により、三坂村、中妻村が合併して豊田郡三妻村が発足。
- 1896年（明治29年）4月1日 - 豊田郡が結城郡に統合されたため、所属郡が結城郡に変更。
- 1954年（昭和29年）7月10日 - 水海道町に編入。水海道町は市制施行して水海道市となる。同日三妻村廃止。

## 交通

### 鉄道路線
- 常総筑波鉄道（現関東鉄道）
  - 常総線 ： 中妻駅 - 三妻駅